# الليل والنهار
الليل والنهار هي رواية للكاتبة فرجينيا وولف نُشرت لأول مرة في 20 أكتوبر 1919.

## الشخصيات

### كاثرين هيلبري
كاثرين هيلبري هي حفيدة لشاعرٍ بارز وتنتمي لطبقة ثرية. على الرغم من الميول الأدبية لعائلتها، فقد كانت كاثرين تفضل الرياضيات وعلم الفلك سراً. في بداية الرواية كاثرين تقترن بوليام رودني. بعد مرور الوقت ينهيان خطوبتهما ليتسنى لرودني استكشاف علاقة مع قريبة كاثرين كاساندرا أوتوي، وفي نهاية المطاف توافق كاثرين على زواجها من من رالف دينهام.

## روابط خارجية
- الليل والنهار على موقع الموسوعة البريطانية (الإنجليزية)